# Oswald (Vorname)
Oswald (auch Oswalt)  ist ein männlicher Vorname.

## Herkunft und Bedeutung des Namens
Aus dem altenglischen Osweald; ōs = Gott (vgl. Ase); wealdan = herrschen, Gewalt ausüben, weald = Macht, Gewalt; bedeutet: der durch Gott Herrschende, Gott waltet.

## Namenstag
- 29. Februar – Hl. Oswald von York (Feier am 28. Februar in Nicht-Schaltjahren)
- 1. März
- 5. August – Hl. Oswald von Northumbria

## Herrscher
- Oswald (Northumbria) (um 604–642), König von Northumbrien und Heiliger
- Oswald (Sussex), König von Sussex
- Oswald (East Anglia), König von East Anglia
- Oswald von York (um 925–992), Bischof von Worcester, Erzbischof von York und Heiliger
- Oswald (Selsey), Bischof von Selsey

## Weitere Namensträger
- Oswald Achenbach (1827–1905), deutscher Maler
- Oswald de Andrade (1890–1954), brasilianischer Schriftsteller
- Oswald Avery (1877–1955), kanadischer Bakteriologe
- Oswald Baer (1906–1941), deutscher Maler
- Oswald Bayer (* 1939), lutherischer Theologe
- Oswald I. von dem Bergh (1442–1506), Graf von dem Bergh
- Oswald Bieber (1874–1955), deutscher Architekt
- Oswald Berkhan (1834–1917), deutscher Mediziner und Reformator des Sonderschulwesens
- Oswald Bertram (1827–1876), deutscher Buchhändler und Verleger
- Oswald Boelcke (1891–1916), deutscher Jagdflieger im Ersten Weltkrieg
- Oswald Bumke (1877–1950), deutscher Psychiater
- Oswald Burger (* 1949), deutscher Historiker
- Oswald Eggenberger (1923–2003), Schweizer reformierter Pfarrer und Autor
- Oswald Egger (* 1963), deutschsprachiger Schriftsteller
- Oswald Freisler (1895–1939), Jurist während der Diktatur des Nationalsozialismus, Bruder von Roland Freisler
- Oswald Gomis (1932–2023), Erzbischof von Colombo
- Oswald Gracias (* 1944), Erzbischof von Bombay
- Oswald Grübel (* 1943), deutscher Bankmanager
- Oswald Haenel (1842–1911), deutscher Architekt
- Oswald Haerdtl (1899–1959), österreichischer Architekt, Designer und Architekturlehrer
- Oswald Haselrieder (* 1971), italienischer Rennrodler
- Oswald Heer (1809–1883), Schweizer Paläontologe, Botaniker und Entomologe
- Oswald Henke (* 1967), deutscher Sänger, Komponist, Buchautor und Kolumnist
- Oswald Huber (Eishockeyspieler) (1926–1995), deutscher Eishockeyspieler
- Oswald Huber (Psychologe) (* 1942), österreichischer Psychologe und Cartoonist
- Oswald Kabasta (1896–1946), österreichischer Dirigent
- Oswald Kanzler (1883–1944), deutscher Kommunalpolitiker und Parteifunktionär der SPD
- Oswalt Kolle (1928–2010), deutscher Journalist und Sexualaufklärer
- Oswald Kroh (1887–1955), deutscher Pädagoge und Psychologe
- Oswald Külpe (1862–1915), deutscher Philosoph und Psychologe
- Oswald Levett (1884–1942), österreichischer Schriftsteller und Übersetzer
- Oswald LeWinter (1931–2013), US-amerikanischer Schriftsteller
- Oswald Loschert (1704–1785), deutscher Prämonstratenserabt
- Oswald Lübeck (1883–1935), deutscher Fotograf
- Oswald Malura (1906–2003), deutscher Maler
- Oswald Menghin (1888–1973), österreichischer Prähistoriker, nationalsozialistischer Unterrichtsminister
- Oswald Metzger (* 1954), deutscher Politiker (CDU)
- Oswald Morris (1915–2014), britischer Kameramann
- Oswald Mosley (1896–1980), britischer Politiker
- Oswald zu Münster (1917–2003), deutscher Landwirt und Fotograf
- Oswald Myconius (1488–1552), schweizerischer Theologe
- Oswald von Nell-Breuning (1890–1991), deutscher Jesuit, Theologe, Wirtschafts- und Sozialwissenschaftler
- Oswald von Nostitz-Wallwitz (1830–1885), sächsischer Diplomat und Politiker
- Oswalt von Nostitz (1908–1997), deutscher Diplomat, Schriftsteller und Übersetzer
- Oswald Oberhuber (1931–2020), österreichischer Künstler
- Oswald Oelz (* 1943), österreichisch-schweizerischer Arzt und Bergsteiger
- Oswald Onghers (1628–1706), flämischer Barockmaler
- Oswald Pfau (1915–1969), deutscher Fußballtorwart und -trainer
- Oswald Pohl (1892–1951), deutscher SS-Obergruppenführer
- Oswald Rathfelder (1922–2011), deutscher Naturwissenschaftler, Botaniker und Naturschützer
- Oswald Redlich (1858–1944), österreichischer Historiker und Archivar
- Oswald von Rittberg (1832–1908), deutscher Rittergutsbesitzer, Landrat und Mitglied des Reichstags
- Oswald Sallaberger (* 1966), österreichischer Dirigent und Violinist
- Oswald Sattler (* 1957), Südtiroler Sänger volkstümlicher Weisen
- Oswald Schäfer (1908–1991), Jurist und SS-Obersturmbannführer
- Oswald Schmiedeberg (1838–1921), deutsch-baltischer Pharmakologe
- Oswald Schwemmer (* 1941), deutscher Philosoph
- Oswald Sigg (* 1944), Schweizer Politiker und ehemaliger Vizekanzler
- Oswald Spengler (1880–1936), deutscher Geschichtsphilosoph
- Oswald Teichmüller (1913–1943), deutscher Mathematiker
- Oswald Thomas (1882–1963), Astronom und Universitätsprofessor
- Robert Oswald von Ulrici (1816–1886), deutscher Forstmann
- Oswald Mathias Ungers (1926–2007), deutscher Architekt
- Oswald Veblen (1880–1960), US-amerikanischer Mathematiker
- Oswald Wiener (1935–2021), österreichischer Schriftsteller
- Oswald Wirth (1860–1943), freimaurerischer Schriftsteller
- Oswald von Wolkenstein (um 1377–1445), Südtiroler Minnesänger
- Oswald Zimmermann (1859–1910), deutscher Journalist und Politiker (DSRP)

## Varianten
- Ossi, Oswalt, Answald; Osvaldo, Oswaldo